# Tsuyoshi Kohsaka
Tsuyoshi Kohsaka (高阪 剛 Kohsaka Tsuyoshi?) (Shiga, 6 de marzo de 1970) es un artista marcial mixto y luchador profesional japonés, más conocido por su carrera en Fighting Network RINGS y Ultimate Fighting Championship.
Considerado uno de los mejores usuarios de la guardia defensiva fuera del jiu-jitsu brasileño de su época, Kohsaka es famoso por sus contribuciones al grappling, habiendo innovado varias técnicas que llevan su nombre (entre ellos, movimiento como la "TK guard" o la "TK scissors") y sido miembro fundador del pionero equipo Alliance con Frank Shamrock y Maurice Smith. Entre sus logros se encuentra la victoria del segundo torneo de la Lumax Cup y el campeonato de peso pesado de Pancrase.

## Vida personal
Actualmente Kohsaka dirige el dojo ALLIANCE-SQUARE junto con Hidehiko Yoshida. El hermano mayor de Tsuyoshi, Teruo, es batería en un grupo de jazz. Según investigaciones, la familia de Kohsaka desciende del famoso samurái Kōsaka Masanobu.

## Carrera
Fan de la lucha libre profesional desde niño, y especialmente de Tatsumi Fujinami, Kohsaka empezó a entrenar en judo en la escuela primaria. Al tercer año Tsuyoshi era representante de la prefectura de Shiga en torneos nacionales, y llegó a ser capitán del equipo de la prestigiosa escuela secundaria de Nara. Finalmente formó parte también del equipo de la universidad de Senshu, donde fue compañero de clase del futuro campeón judoca Hidehiko Yoshida, así como del legendario luchador Jun Akiyama. Tras graduarse y alcanzar el cinturón negro 3.º dan, Kohsaka se dedicó profesionalmente al judo bajo el patrocinio de Toray Industries, hasta que una lesión de rodilla en 1993 le obligó a retirarse. Un año después, sin embargo, entraría al lado de Wataru Sakata en la compañía de lucha libre Fighting Network RINGS.

### Fighting Network RINGS (1994-2001)
Tras entrenar en shoot wrestling, Kohsaka debutó en RINGS el 20 de agosto ante Nobuhiro Tsurumaki. Su tiempo como aprendiz pasaría inadvertido hasta que en 1995 fue enviado a representar a la compañía en la Lumax Cup, un torneo de artes marciales mixtas con judogi. Esto sería el salto a la fama de Kohsaka, venciendo las tres luchas consecutivamente para ganar la liga. A su retorno a RINGS, Tsuyoshi se convirtió en uno de los luchadores más prometedores.

### Ultimate Fighting Championship (1998-2002)
Kohsaka tuvo su debut para Ultimate Fighting Championship en el evento UFC 18 de 1998, enfrentándose al retornante Kimo Leopoldo, quien poseía una enorme ventaja en peso y estaba recientemente entrenado en jiu-jitsu brasileño. El estadounidense controló los primeros momentos del combate y trató de ejecutar un kneebar, pero el shooter japonés lo evitó con facilidad gracias a su superior conocimiento de las leglocks. De nuevo Kimo asedió a Kohsaka y trató de pasar su guardia, mientras TK intentaba múltiples leglocks y mostraba una hábil defensa; en una instancia, Leopoldo ganó la posición montada sobre Tsuyoshi sólo para que éste lo revirtiera con su famosa técnica TK scissors en otra llave de pierna más. Pasado el tiempo, Kimo perdió la energía y Kohsaka dominó la lucha vertical con una serie de precisos golpes y patadas a las piernas, neutralizando la desesperada ofensiva de Leopoldo y causando daños en su ojo. En la ronda final, Tsuyoshi evitó derribos usando golpes de rodilla y bloqueó un último armbar de Kimo para ejecutar intenso ground and pound, ganando la lucha por decisión unánime de los jueces.
La siguiente lucha de Kohsaka sería en UFC Brazil ante Pete Williams, quien venía de derrotar a Mark Coleman por patada en la cabeza. Williams inició agresivamente la contienda antes de ser proyectado y posicionado por su oponente, que intentó varias veces el Kimura lock en una serie de forcejeos de pie y en el suelo. Tsuyoshi intentó otra proyección de judo, pero esta vez falló y Pete tomó su espalda; sin embargo, una de las famosas reversiones de TK impidió más daño. Tras otra serie de intercambios, Kohsaka ejecutó un derribo y prosiguió a la ofensiva, con Williams finalmente revirtiéndole, sin que ninguno de los dos lograse finalizar al otro. Acabado el combate, la decisión de los jueces fue a parar a Kohsaka gracias a su mayor actividad y ofensiva durante el combate.
Kohsaka volvería a la compañía en el evento UFC 18 de cara a otra figura del shoot-style, el campeón de Pancrase Bas Rutten, poseedor de uno de los mejores golpeos en las MMA de la época. El combate comenzó con TK llevándole repetidamente al suelo y ejerciendo ground and pound, hasta que el árbitro John McCarthy detuvo la acción para devolverlos a la posición vertical. La situación se repitió, con Tsuyoshi lanzando puñetazos a Rutten desde posiciones dominantes y éste defendiéndose con vigor, pero solo para que McCarthy decidiera hacerles levantarse de nuevo. Rutten aprovechó para lanzar varias patadas y hacer recular al japonés. Llegada la ronda final, Rutten acertó un golpe sólido y logró desplegar su ofensiva vertical sobre Kohsaka, quien resistió con habilidad por varios momentos hasta verse abrumado por el de Pancrase. En el último minuto de la lucha, Rutten lanzó rodillazos y puñetazos sobre Tsuyoshi hasta que el árbitro le brindó la victoria. Terminada la lucha, multitud de opiniones indicaron que las pausas del árbitro McCarthy habían sido injustificadas y habían dado una ventaja injusta a Rutten, interrumpiendo a Kohsaka justo cuando más dominante era, pero no hubo comentarios oficiales al respecto.
En UFC 21, Kohsaka volvió para enfrentarse al luchador checo Tim Lajcik, que respondía al curioso apodo de "El Bohemio" y superaba enormemente a Tsuyoshi en tamaño. Al empezar, Kohsaka trató de derribar a Lajcik y quedó en mala posición, pero un intento de heel hook y su proverbial defensa desde posiciones inferiores impidió daños graves. En la siguiente ronda, Lajcik montó a Kohsaka, a lo que éste usó las TK Scissors para revertirlo, pero su intentos de sumisión no fueron exitosos y recurrió a una guardia de mariposa; esto le permitió girar a Tim contra la pared de la jaula y descargar una enorme cantidad de golpes sobre él. Tras el final de la ronda, el equipo de Lajcik tiró la toalla y Kohsaka fue declarado ganador.
Tsuyoshi participó también en el segundo evento de UFC en Japón, UFC 23, donde fue emparejado con el usuario de luta livre Pedro Rizzo, aprendiz de Marco Ruas. Los dos contendientes dejaron pasar una ronda sin más que golpes tentativos, hasta que Rizzo empezó a implicarse con patadas a las piernas y Kohsaka intentó derribarle en respuesta. Sin embargo, Pedro lo impidió y castigó a Kohsaka con múltiples golpes durante ésta y la siguiente ronda, atrayendo sangre de su rostro y neutralizando sus intentos de contraatacar. Al final, después de que Rizzo acertara un derechazo particularmente brutal en un Kohsaka de rodillas, el árbitro detuvo la contienda para dar la victoria a Rizzo.
Después de esta derrota, la última aparición de Kohsaka para UFC sería en UFC 37, luchando contra Ricco Rodriguez. TK le llevó al suelo con rapidez, pero Ricco tomó la ventaja y montó al shooter, momento que vio de nuevo las TK Scissors en acción. Más tarde, Rodriguez siguió dominando y logró un sorprendente armbar, pero Kohsaka lo neutralizó expertamente y desmontó a Ricco de nuevo, con ambos combatiendo de pie hasta el final de la ronda. Durante la siguiente, Rodriguez falló otro intento de finalizar a Kohsaka en la lona, pero después de una breve acción de pie, consiguió por fin establecer la posición montada sobre él y ejecutar ground and pound hasta que el combate fue detenido.

## En lucha
- Movimientos finales
  - Cross armbar[4]
  - Ankle lock[4]
  - Heel hook[4]

- Movimientos de firma
  - Capture suplex
  - Cross kneelock
  - Front kick[4]
  - Guillotine choke
  - Inverted facelock
  - Kani basami
  - Múltiples palm strikes[4]
  - Tai otoshi[4]
  - Triangle choke
  - Roundhouse kick

## Campeonatos y logros
- Pancrase
  - Pancrase Superheavyweight Championship (1 vez)

- Lumax Cup
  - Tournament of J'95 (1995)

## Récord profesional
| Récord profesional | Récord profesional | Récord profesional |
| 51 peleas          | 28 victorias       | 21 derrotas        |
| ------------------ | ------------------ | ------------------ |
| Nocaut             | 9                  | 10                 |
| Sumisión           | 6                  | 2                  |
| Decisión           | 9                  | 7                  |
| Otros              | 4                  | 2                  |
| Sin resultado      | 2                  | 2                  |

### Artes marciales mixtas
| Resultado | Registro | Oponente                     | Método                               | Evento                               | Fecha                    | Ronda | Tiempo      | Localización                           | Notas                                                                         |
| --------- | -------- | ---------------------------- | ------------------------------------ | ------------------------------------ | ------------------------ | ----- | ----------- | -------------------------------------- | ----------------------------------------------------------------------------- |
| Victoria  | 24-14-1  | James Thompson               | TKO (puñetazos)                      | RIZIN FF Saraba                      | 29 de diciembre de 2015  | 2     | 1:58        | Saitama, Japón                         |                                                                               |
| Derrota   | 23-14-1  | Mark Hunt                    | TKO (puñetazos)                      | PRIDE Total Elimination Absolute     | 5 de mayo de 2006        | 2     | 4:15        | Osaka, Japón                           |                                                                               |
| Victoria  | 23-13-1  | Mario Sperry                 | TKO (puñetazos)                      | PRIDE 31                             | 26 de febrero de 2006    | 1     | 1:20        | Saitama, Japón                         |                                                                               |
| Derrota   | 22-13-1  | Mike Kyle                    | Decisión técnica (unánime)           | Pancrase - Spiral                    | 2 de octubre de 2005     | 3     | 1:17        | Yokohama, Kanagawa, Japón              | Discusión de resultado por ataque de Kyle al ojo de Kohsaka                   |
| Victoria  | 22-12-1  | David Shvelidze              | Sumisión (cross armbar)              | RINGS Lithuania                      | 20 de agosto de 2005     | 1     | Desconocido | Yekaterinburg, Rusia                   |                                                                               |
| Derrota   | 21-12-1  | Fedor Emelianenko            | TKO (parada del médico)              | PRIDE Bushido                        | 3 de abril de 2005       | 1     | 10:00       | Yokohama, Kanagawa, Japón              |                                                                               |
| Victoria  | 21-11-1  | Ron Waterman                 | Decisión (unánime)                   | Pancrase - Brave 10                  | 7 de noviembre de 2004   | 3     | 5:00        | Urayasu, Chiba, Japón                  |                                                                               |
| Victoria  | 20-11-1  | Ricardo Morais               | Decisión (unánime)                   | NJPW - Ultimate Crush                | 13 de octubre de 2003    | 3     | 5:00        | Tokio, Japón                           |                                                                               |
| Victoria  | 19-11-1  | Dolgorsürengiin Sumiyaabazar | TKO (parada del médico)              | NJPW - Ultimate Crush                | 2 de mayo de 2003        | 1     | 2:56        | Tokio, Japón                           |                                                                               |
| Derrota   | 18-11-1  | Antônio Rogério Nogueira     | Decisión (unánime)                   | DEEP - 6th Impact                    | 7 de septiembre de 2002  | 3     | 5:00        | Tokio, Japón                           |                                                                               |
| Derrota   | 18-10-1  | Ricco Rodriguez              | TKO (puñetazos)                      | UFC 37                               | 10 de mayo de 2002       | 2     | 3:25        | Bossier City, Luisiana, Estados Unidos |                                                                               |
| Derrota   | 18-9-1   | Bazigit Atajev               | Decisión (mayoritaria)               | RINGS - World Title Series 5         | 21 de diciembre de 2001  | 3     | 5:00        | Yokohama, Kanagawa, Japón              |                                                                               |
| Victoria  | 18-8-1   | Koba Tkeshelashvili          | KO (rodillazo)                       | RINGS - 10th Anniversary             | 11 de agosto de 2001     | 1     | 2:17        | Tokio, Japón                           |                                                                               |
| Derrota   | 17-8-1   | Renato Sobral                | Decisión (mayoritaria)               | RINGS - World Title Series 2         | 15 de junio de 2001      | 3     | 5:00        | Yokohama, Kanagawa, Japón              |                                                                               |
| Derrota   | 17-7-1   | Randy Couture                | Decisión (unánime)                   | RINGS - King of Kings 2000 Final     | 24 de febrero de 2001    | 2     | 5:00        | Tokio, Japón                           |                                                                               |
| Victoria  | 17-6-1   | Fedor Emelianenko            | TKO (parada del médico)              | RINGS - King of Kings 2000 Block B   | 22 de diciembre de 2000  | 1     | 0:17        | Osaka, Japón                           | Parada por codazo accidental; victoria declarada por normas del torneo        |
| Victoria  | 16-6-1   | Mikhail Ilyukhin             | KO (puñetazos)                       | RINGS - King of Kings 2000 Block B   | 22 de diciembre de 2000  | 2     | 1:53        | Osaka, Japón                           |                                                                               |
| Empate    | 15-6-1   | Antonio Rodrigo Nogueira     | Empate                               | RINGS - Millenium Combine 3          | 23 de agosto de 2000     | 2     | 5:00        | Osaka, Japón                           |                                                                               |
| Victoria  | 15-6     | Greg Wikan                   | Sumisión (toehold)                   | RINGS USA - Rising Stars Block A     | 15 de julio de 2000      | 1     | 2:53        | Orem, Utah, Estados Unidos             |                                                                               |
| Victoria  | 14-6     | Travis Fulton                | Decisión (unánime)                   | RINGS USA - Rising Stars Block A     | 15 de julio de 2000      | 3     | 5:00        | Orem, Utah, Estados Unidos             |                                                                               |
| Derrota   | 13-6     | Gilbert Yvel                 | TKO (corte)                          | RINGS - King of Kings 1999 Block B   | 22 de diciembre de 1999  | 3     | 5:00        | Osaka, Japón                           |                                                                               |
| Victoria  | 13-5     | Chris Haseman                | Decisión (dividida)                  | RINGS - King of Kings 1999 Block B   | 22 de diciembre de 1999  | 3     | 5:00        | Osaka, Japón                           |                                                                               |
| Derrota   | 12-5     | Pedro Rizzo                  | TKO (puñetazos)                      | UFC 23                               | 19 de noviembre de 1999  | 3     | 1:12        | Urayasu, Chiba, Japón                  |                                                                               |
| Victoria  | 12-4     | Gilbert Yvel                 | Deicisón técnica (pérdida de puntos) | RINGS - Rise 5th                     | 19 de agosto de 1999     | 1     | 8:17        | Tokio, Japón                           | Lucha sin resultado por lesión de Kohsaka; declarado éste ganador por puntaje |
| Victoria  | 11-3     | Tim Lajcik                   | TKO (parada del equipo)              | UFC 21                               | 16 de octubre de 1998    | 2     | 5:00        | Cedar Rapids, Iowa, Estados Unidos     |                                                                               |
| Derrota   | 10-3     | Gilbert Yvel                 | TKO (parada del médico)              | RINGS - Rise 2nd                     | 23 de abril de 1999      | 1     | 14:58       | Tokio, Japón                           |                                                                               |
| Derrota   | 10-2     | Bas Rutten                   | TKO (puñetazos)                      | UFC 18                               | 8 de enero de 1999       | 1     | 14:15       | Kenner, Luisiana, Estados Unidos       |                                                                               |
| Victoria  | 10-1     | Pete Williams                | Decisión (unánime)                   | UFC Brazil                           | 16 de octubre de 1998    | 1     | 15:00       | Sao Paulo, Brasil                      |                                                                               |
| Victoria  | 9-1      | Kimo Leopoldo                | Decisión (unánime)                   | UFC 16                               | 13 de marzo de 1998      | 1     | 15:00       | Kenner, Luisiana, Estados Unidos       |                                                                               |
| Victoria  | 8-1      | Rob van Esdonk               | Sumisión (heel hook)                 | RINGS Holland - The King of Rings    | 8 de febrero de 1998     | 2     | 0:57        | Ámsterdam, Holanda                     |                                                                               |
| Victoria  | 7-1      | Sione Latu                   | Sumisión (toehold)                   | RINGS Mega Battle Tournament 1997    | 21 de enero de 1998      | 1     | 1:58        | Tokio, Japón                           |                                                                               |
| Derrota   | 6-1      | Frank Shamrock               | Decisión (pérdida de puntos)         | RINGS - Extension Fighting 7         | 26 de septiembre de 1997 | 1     | 30:00       | Tokio, Japón                           |                                                                               |
| Victoria  | 6-0      | Scott Sollivan               | Sumisión (arm triangle choke)        | Various Fights                       | 6 de junio de 1996       | 1     | 2:58        | Estados Unidos                         |                                                                               |
| Victoria  | 5-0      | Willie Peeters               | Sumisión (heel hook)                 | RINGS Holland - King of Martial Arts | 18 de febrero de 1996    | 1     | 3:04        | Ámsterdam, Holanda, Países Bajos       |                                                                               |
| Victoria  | 4-0      | Maurice Smith                | Sumisión (heel hook)                 | RINGS - Budokan Hall 1996            | 24 de enero de 1996      | 1     | 4:13        | Tokio, Japón                           |                                                                               |
| Victoria  | 3-0      | Egan Inoue                   | Decisión (unánime)                   | Lumax Cup: Tournament of J '95       | 13 de octubre de 1995    | 3     | 3:00        | Tokio, Japón                           |                                                                               |
| Victoria  | 2-0      | Susumi Yamakasi              | Sumisión (heel hook)                 | Lumax Cup: Tournament of J '95       | 13 de octubre de 1995    | 1     | 0:52        | Tokio, Japón                           |                                                                               |
| Victoria  | 1-0      | Hiroyuki Yoshioka            | TKO (puñetazos)                      | Lumax Cup - Tournament of J '95      | 13 de octubre de 1995    | 1     | 3:40        | Tokio, Japón                           |                                                                               |

### Grappling
| Resultado | Registro | Oponente             | Método                  | Evento             | Fecha | Ronda | Tiempo      | Localización                      | Notas |
| --------- | -------- | -------------------- | ----------------------- | ------------------ | ----- | ----- | ----------- | --------------------------------- | ----- |
| Derrota   | 0-4      | Fabricio Werdum      | Decisión (puntos)       | ADCC 2003 +99 kG   | 2001  | 1     | Desconocido | Sao Paulo, Brasil                 |       |
| Derrota   | 0-3      | Jean-Jacques Machado | Sumisión (cross armbar) | ADCC 2001 Absolute | 2001  | 1     | Desconocido | Abu Dhabi, Emiratos Árabes Unidos |       |
| Derrota   | 0-2      | Rolles Gracie        | Decisión (puntos)       | ADCC 2001 -99 kg   | 2001  | 1     | Desconocido | Abu Dhabi, Emiratos Árabes Unidos |       |
| Derrota   | 0-1      | Tom Erikson          | Decisión (unánime)      | The Contenders     | 1997  | 5     | 5:00        | Estados Unidos                    |       |